# Бјелава
Бјелава (пољ. Bielawa) град је у Пољској у Војводству доњошлеском. По подацима из 2012. године број становника у месту је био 31 480.
.

## Становништво
| 1946.  | 1950.  | 1960.  | 1970.  | 1980.  | 1990.  | 2011.  | 2012.  |
| ------ | ------ | ------ | ------ | ------ | ------ | ------ | ------ |
| 17.269 | 22.367 | 28.090 | 31.051 | 32.309 | 34.344 | 31.988 | 31 480 |